# Поморишье
Поморишье (серб. Поморишје) — историческая  область в нижней части бассейна реки Мориш, точнее в той её части, где она протекает через Среднедунайскую низменность. В узком смысле Поморишье располагается на территориях современных Венгрии (медье Чонград-Чанад) и Румынии (жудец Тимиш). В более широком оно охватывает также окрестности венгерского Сегеда и Нови-Кнежеваца в сербской Воеводине.
Исторически Поморишье населяли сербы, венгры и румыны. В то время как венгры были расселены по всей территории области, сербы и румыны проживали вокруг Арада, к западу и востоку от него соответственно. После того, как в 1751 году была отменена военная организация в Поморишье, началось массовое исселение сербов в Российскую империю. Многие населенные пункты опустели, например, Надлак и Чанад остались без 80% своих жителей. На места сербов прибывали венгры, немцы, румыны и словаки. С того времени доля сербов в Поморишье неуклонно падала. В 1910 году их численность там составляла всего 33 000 человек. После Первой мировой войны и территориальных изменений в регионе большая часть сербов переселилась в Сербию.

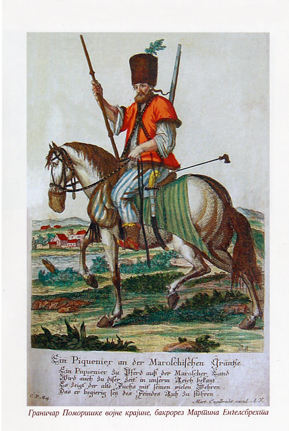
Серб-граничар
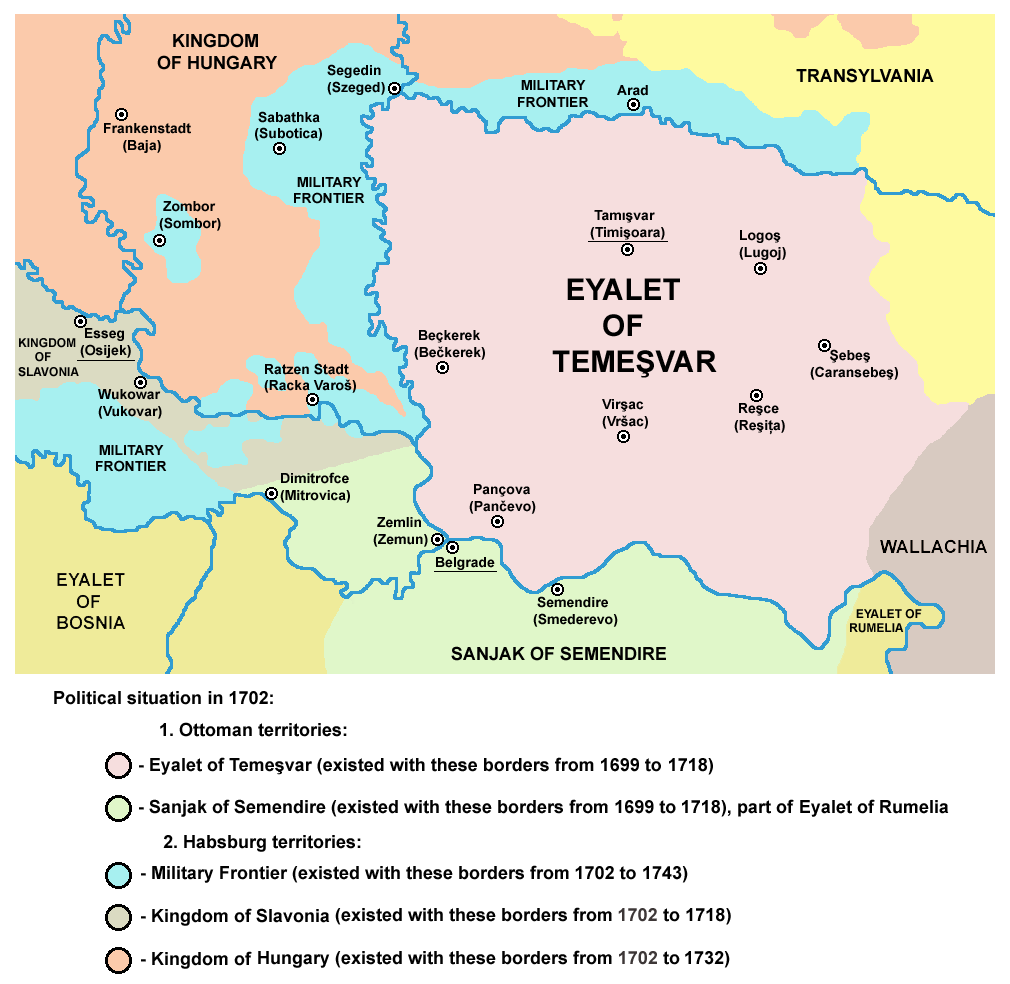
Военная граница в Поморишье
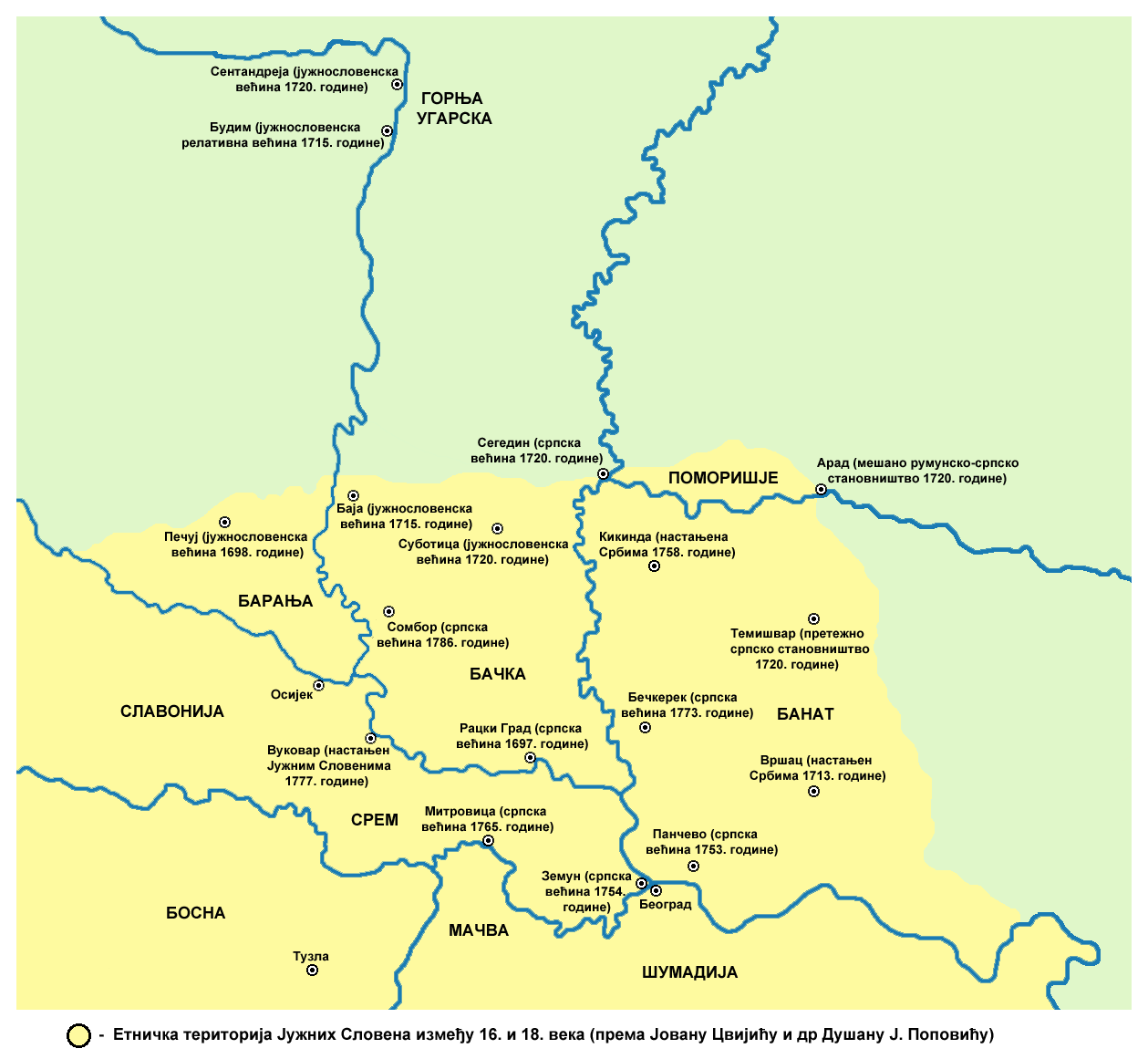
Сербы в Поморишье
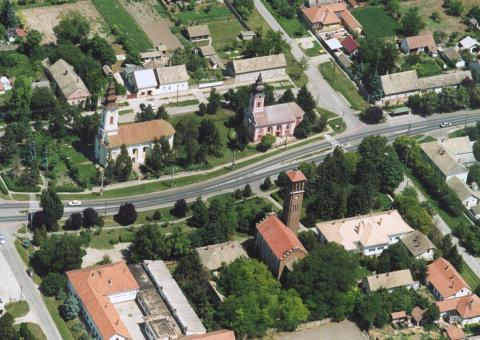
Католическая и православная церкви в Чанаде
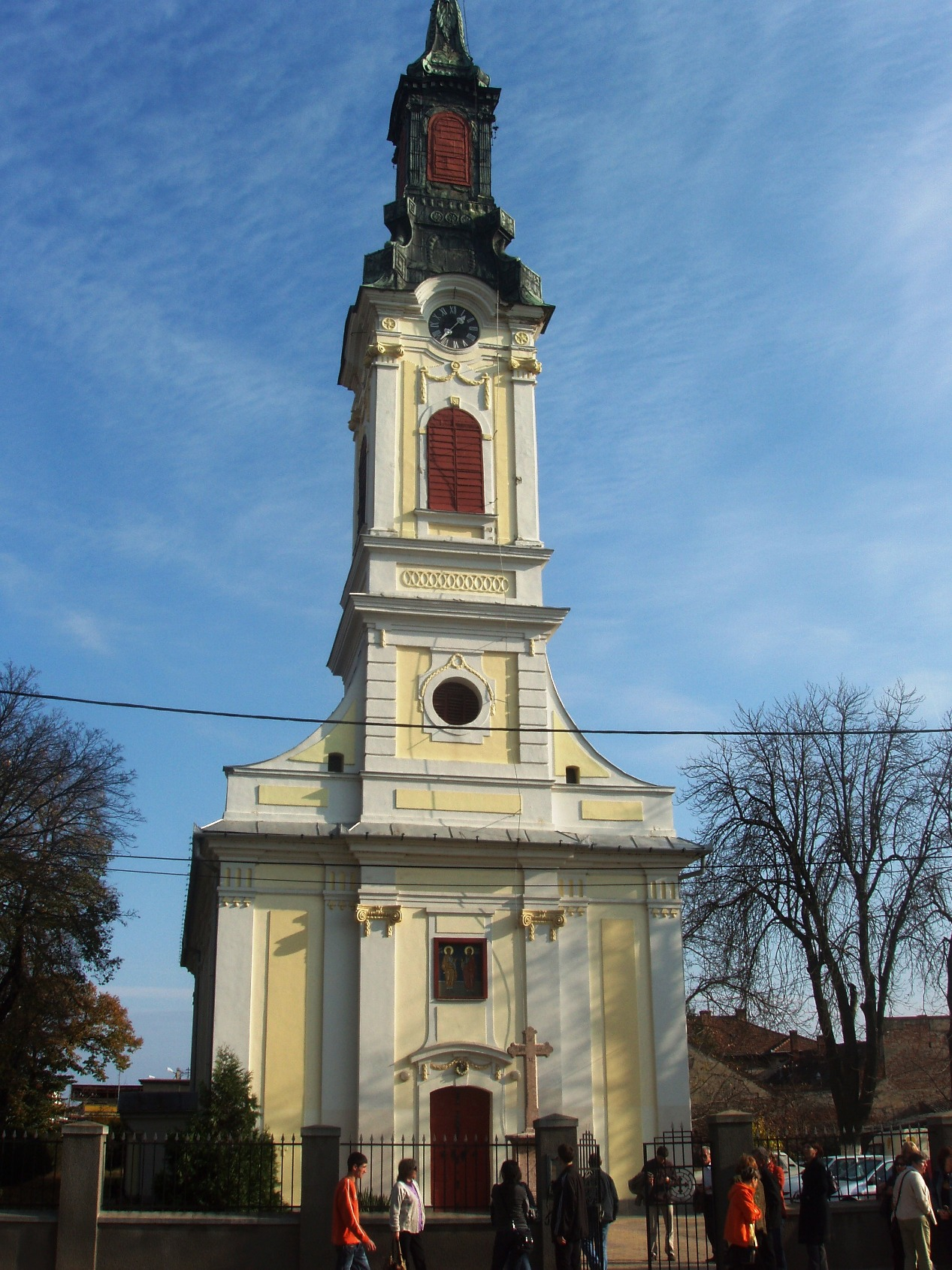
Сербская православная церковь в Араде